# رمضان في سوريا
رمضان في سوريا:(بالإنجليزية: Ramadan in Syria)‏؛ رمضان هو الشهر المبارك الذي ينتظره المسلمون حول العالم بشغف وترقب. وفي سوريا، تكتسي هذه الفترة أهمية خاصة بسبب القيمة الروحية العالية والمظاهر التقليدية التي ترتبط بها.

## نظرة عامّة
يعد رمضان في سوريا فرصة للتواصل الاجتماعي وتعزيز روح المحبة والتراحم بين الناس، وفي الوقت نفسه يبرز حالة الصمود والتحدي التي يواجهها الشعب السوري.

## استعدادات سوريا لشهر رمضان
تبدأ استعدادات رمضان في سوريا قبل حلول الشهر الفضيل، حيث يتم تجهيز المأكولات الخاصة بالإفطار والسحور. يعتبر إفطار رمضان مناسبة مميزة في سوريا، حيث يتم جمع العائلة والأصدقاء لتناول وجبة الإفطار المشتركة، ويتم تحضير مجموعة متنوعة من الأطباق الشهية مثل الفتوش، الكُبَّة، الفلافل، والمقبلات الأخرى. تتميز المائدة الرمضانية في سوريا بالتنوع والغنى، حيث يتم تقديم الأطعمة الشهية والمشروبات الباردة لتلبية احتياجات الصائمين بعد صيام طويل.

## العبادات في سوريا في شهر رمضان

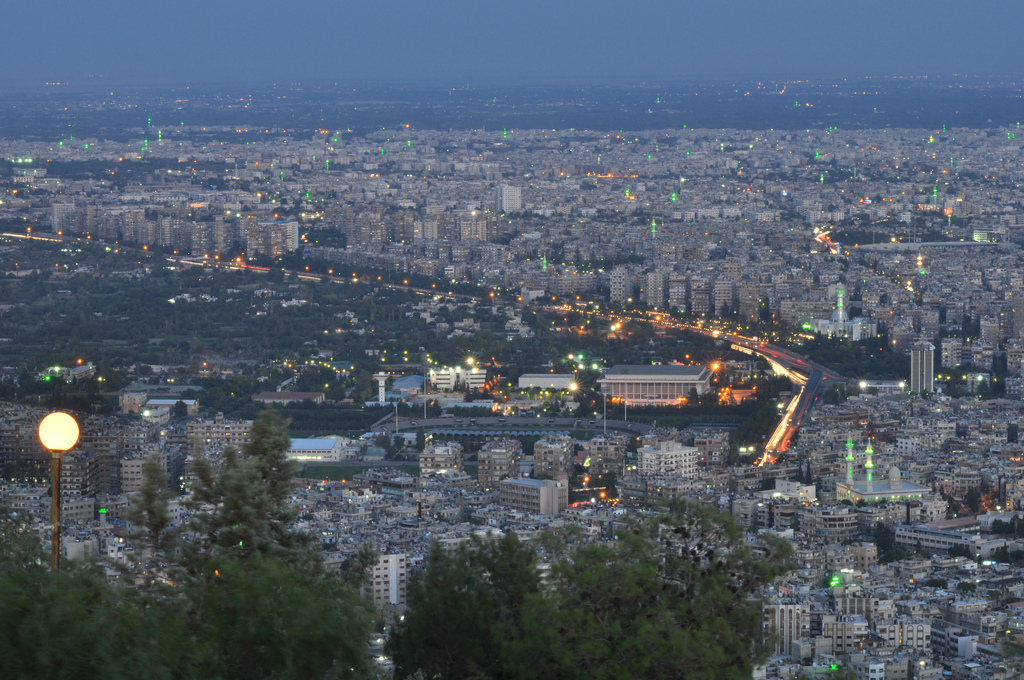
صورة لمدينة دمشق وهي عاصمة سوريا حيث فيها الكثير من المساجد التي تقام فيها صلاة التراويح في شهر رمضان المبارك.

بالإضافة إلى الجانب الغذائي، يعتبر رمضان في سوريا فرصة لتعزيز الروحانية والعبادة. يتوجه الناس إلى المساجد لأداء الصلوات الخمس والتراويح، وتتزين المساجد بالإضاءات والديكورات الرمضانية. يشعر المسلمون في سوريا بالسكينة والراحة الداخلية خلال هذا الشهر المبارك، حيث يتواصلون مع الله ويسعون للتقرب إليه من خلال العبادة والصدقة والقراءة الكثيرة للقرآن الكريم.

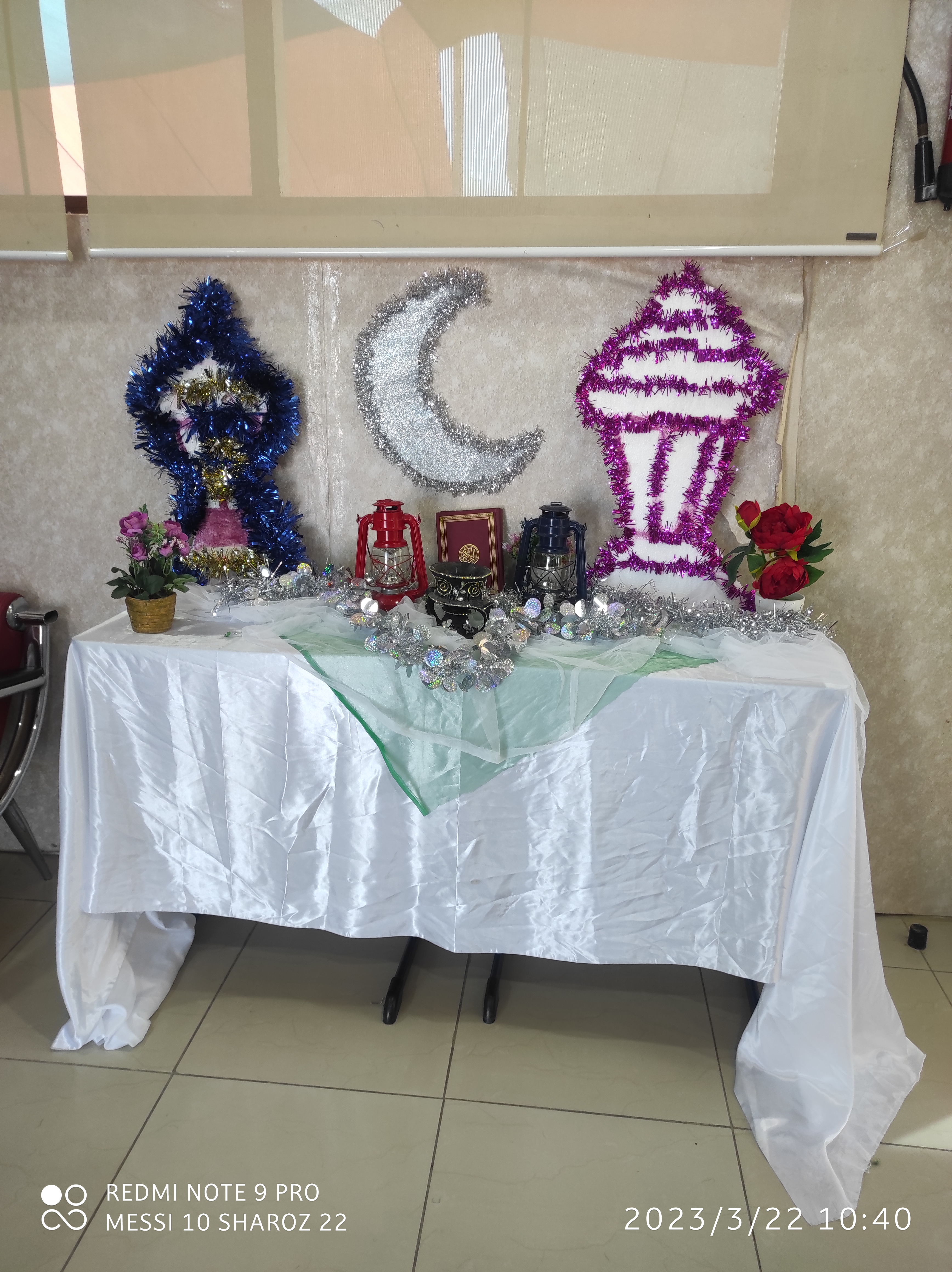
صورة تعبر عن مظاهر الاحتفال بقدوم شهر رمضان المبارك
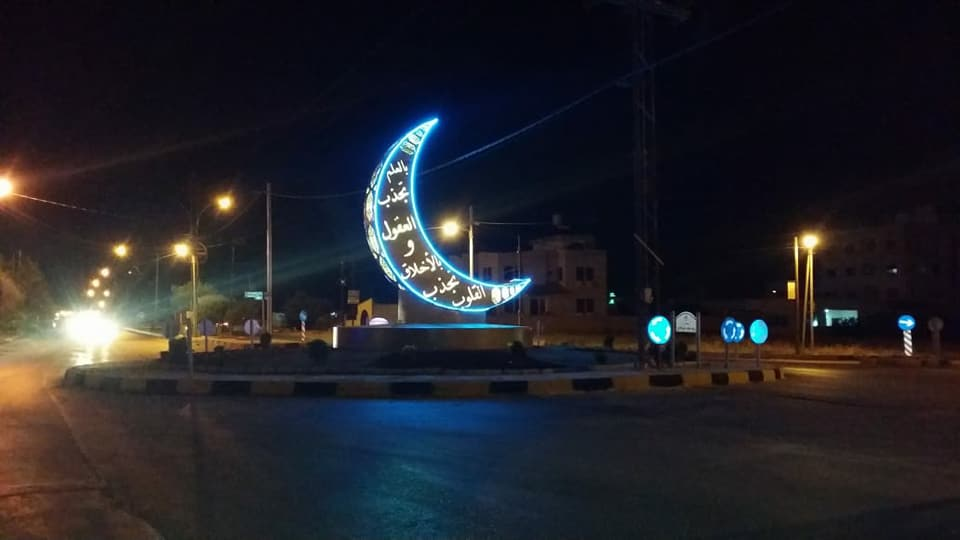
يحتفل المسلمون بدخول شهر رمضان المبارك وتبدأ الشوارع والبيوت بالتزين وخاصة بالهلال المضيء الذي يشير لقدوم شهر رمضان
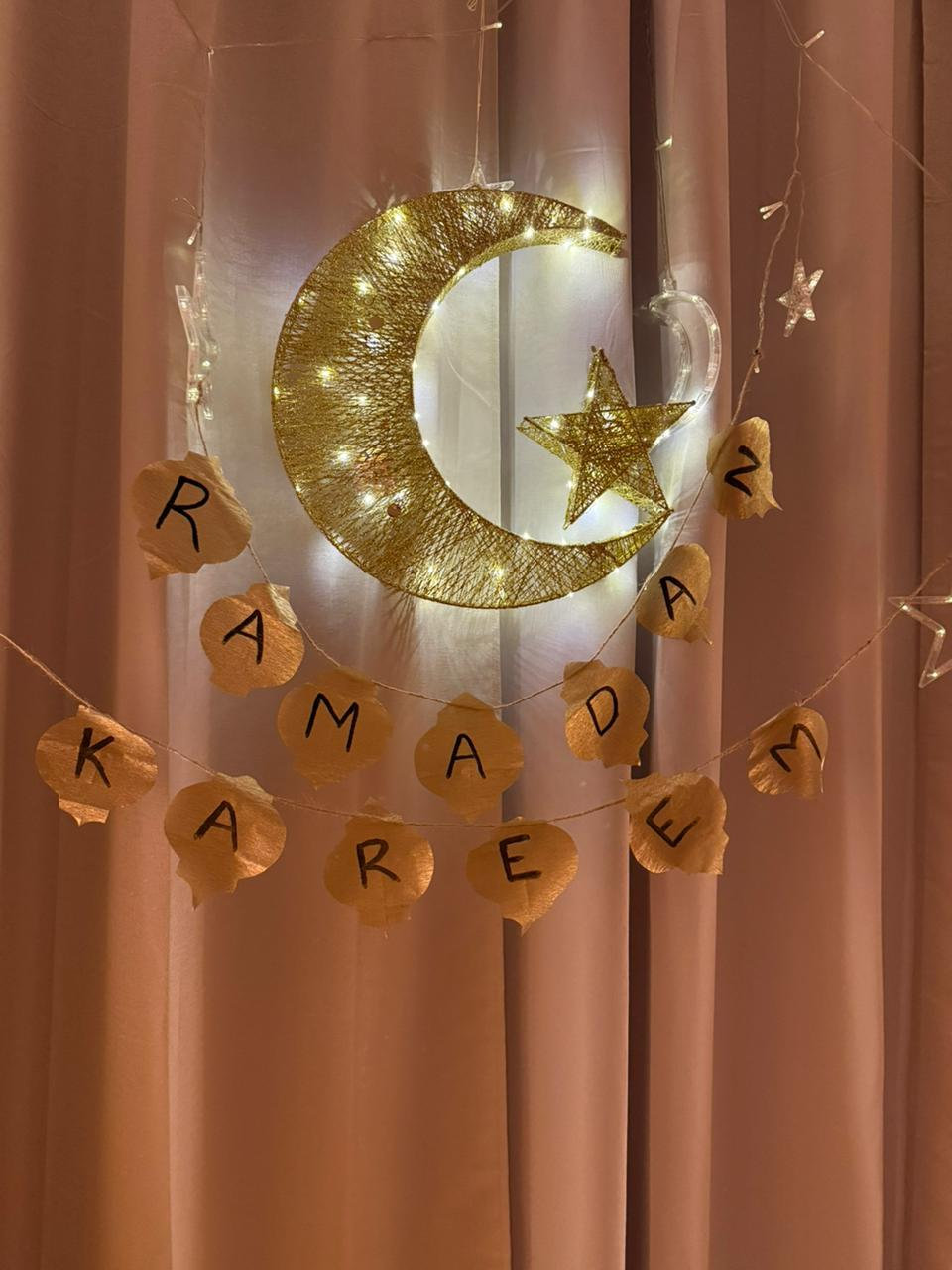
من أكثر الفواكه استهلاكًا في شهر رمضان المبارك التمر حيث يبدأ إفطار المسلمين ببعض حبات التمر والماء.
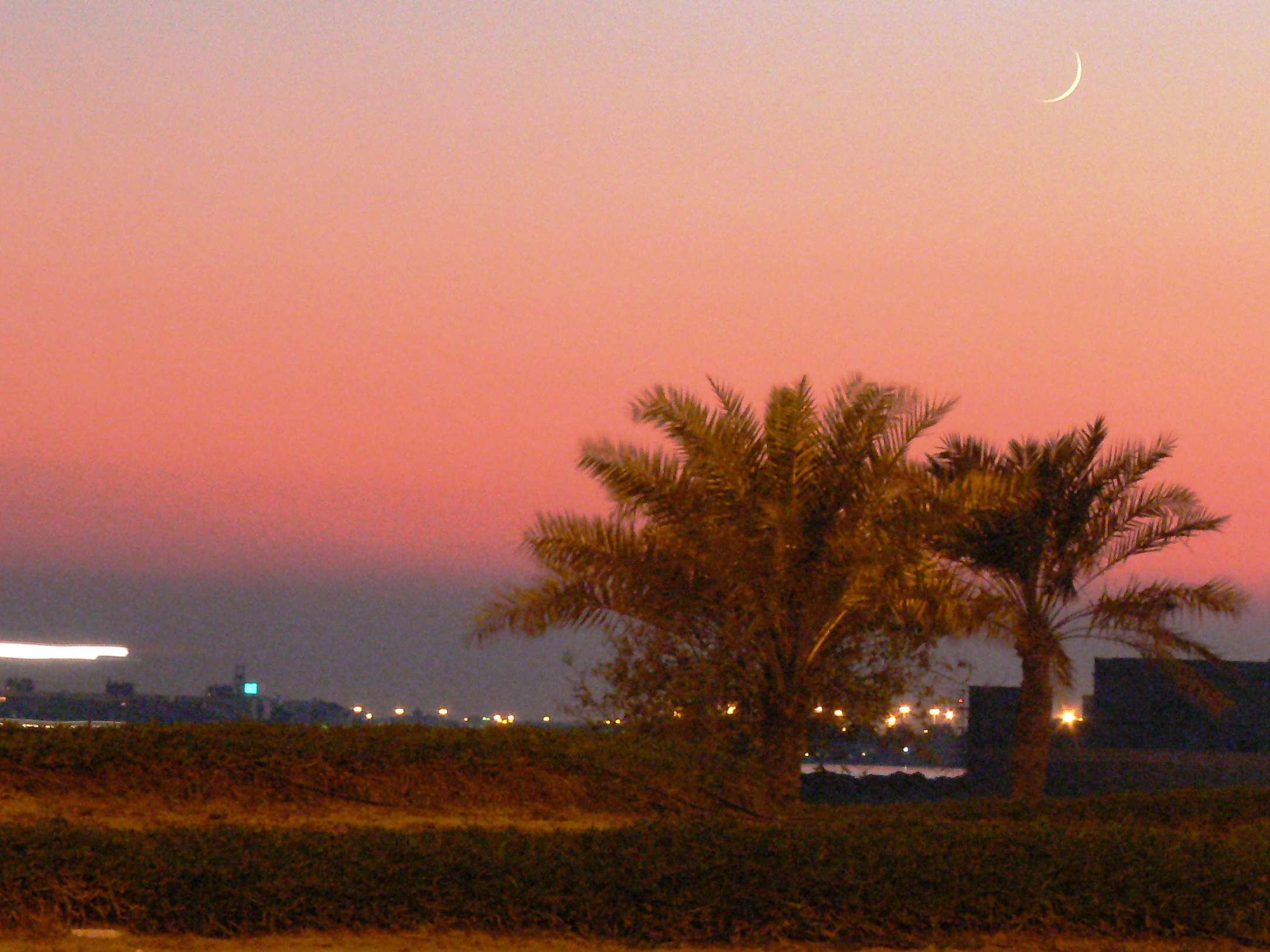
أهلًا رمضان، صورة لشجر النخيل مع الهلال الذي يشير لبداية شهر رمضان.